# Spinnerei & Weberei Paul Bendix

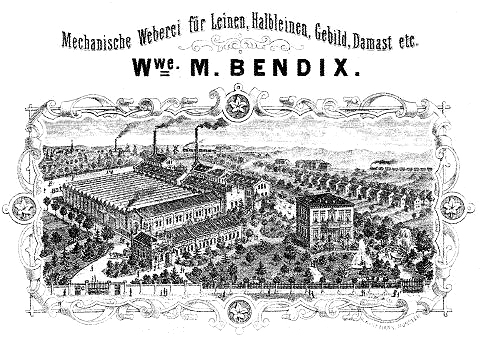
Karte um 1880

Die Spinnerei & Weberei Paul Bendix war ein 1824 im münsterländischem Dülmen gegründetes Familienunternehmen der Textilindustrie und um 1957 der größte Arbeitgeber im Kreis Coesfeld. In fünfter Generation wurde der Betrieb 1993 aufgegeben. Die Umnutzung des Bendix-Geländes war in Dülmen die größte und wichtigste städtebauliche Maßnahme in neuerer Zeit.

## Geschichte

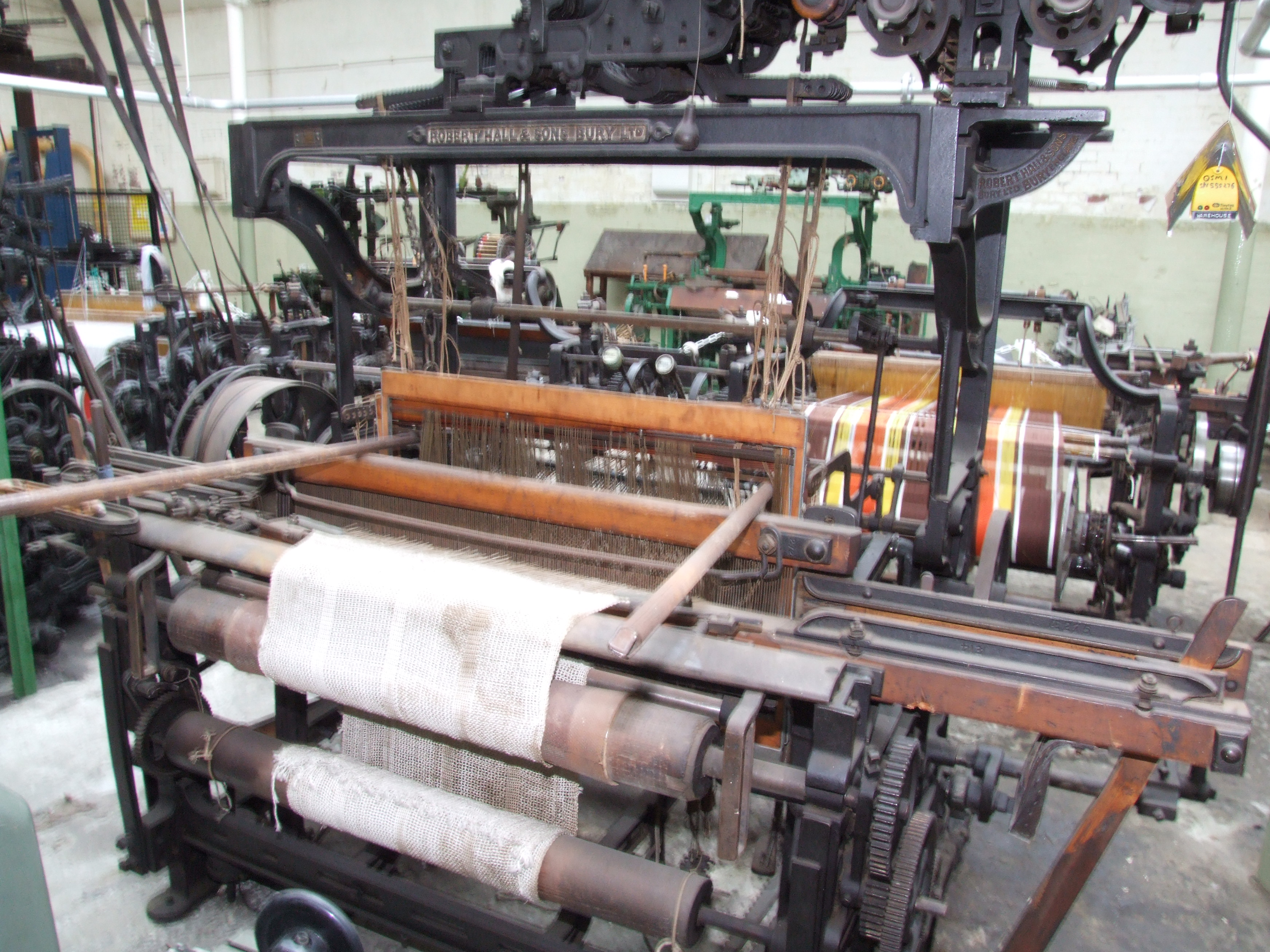
Webstuhl von Robert Hall & Suns 1894

### Erste Generation (1824–1867)
- Moses Bendix (1800–1845)
- Sara Pins (1805–1873)

Mit einem Verlobungsvertrag hatte Joseph Bendix aus Billerbeck mit Bräunchen, der Witwe des Dülmener Metzgers Hirz Pins, am 23. September 1823 die Ehe seines Sohnes Moses mit Sara Pins vereinbart. Beide Familien waren jüdisch und Pins seit 1719 in Dülmen ansässig. Sara erhielt laut Vereinbarung von ihrer Mutter deren Wohnhaus an der Dülmener Münsterstraße 86 sowie 500 Taler aus dem väterlichen Erbe. Moses erhielt ebenfalls eine Mitgift. Die Hochzeit erfolgte am 4. Februar 1824 und im gleichen Jahr eröffnete der Kaufmann Moses Bendix mit einem Kapital von 1.000 Talern in einem Haus an der Königstraße (heute: Viktorstraße) in Dülmen ein Leinenhandelsgeschäft, wo er von Dülmener Spinnern und Webern in Heimarbeit gesponnene Garne und gewebte Stoffe aufkaufte und weiter veräußerte. Weil die Vorfinanzierung der Rohstoffe den Heimarbeitern in den Krisenjahren nach den Napoleonischen Kriegen nicht immer möglich war, stellte Moses Bendix sein Geschäft in den Folgejahren auf ein Verlagssystem um. Er kaufte fertige Garne vor allem im Raum Bielefeld und ließ diese von den Heimwebern gegen Lohn zu Stoffbahnen weben. Über diese Faktorei entwickelten sich eine Reihe zusätzlicher Kreditgeschäfte.
Moses Bendix starb am 7. April 1845. Seine Witwe Sara, die schon zuvor mitgearbeitet hatte, übernahm das Geschäft und dehnte es unter dem Namen Handlungsgesellschaft Witwe M. Bendix in den Folgejahren vor allem auf Grundstücks- und Kreditgeschäfte aus. Unter anderem kaufte sie am 6. April 1864 ein Haus an der Königstraße nebst Pumpe und Brunnen von dem Tagelöhner Josef Tombrinck zum Preis von 1.175 Talern oder vergab Kredite über 1.050 Taler an den in Dülmen bekannten Geheimen Sanitätsrat Franz Wiesmann. Laut dem Münsterländer Heimatkundler Wolfgang Werp „muss die Firma Bendix für etliche Dülmener Bürger lange Zeit quasi deren Hausbank gewesen sein.“

### Zweite Generation (1867–1905)
- Pins Bendix (1832–1878)[5]
- Leeser Bendix (1839–1882)[5]
- Meyer Bendix (1843–1905)[5]
- Sara Spanjaard (1852–1912)[5]

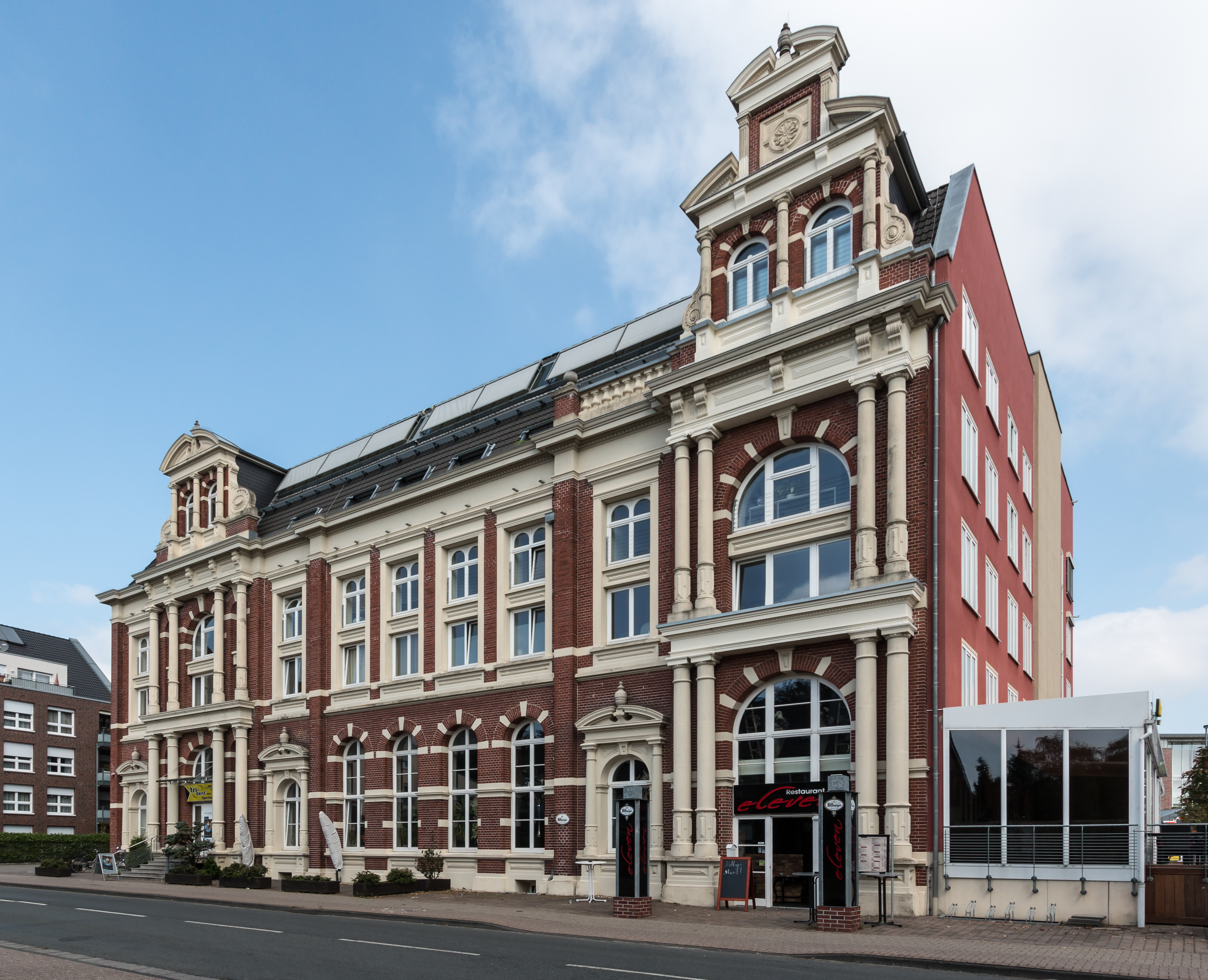
Bendix Lagerhaus erbaut 1902

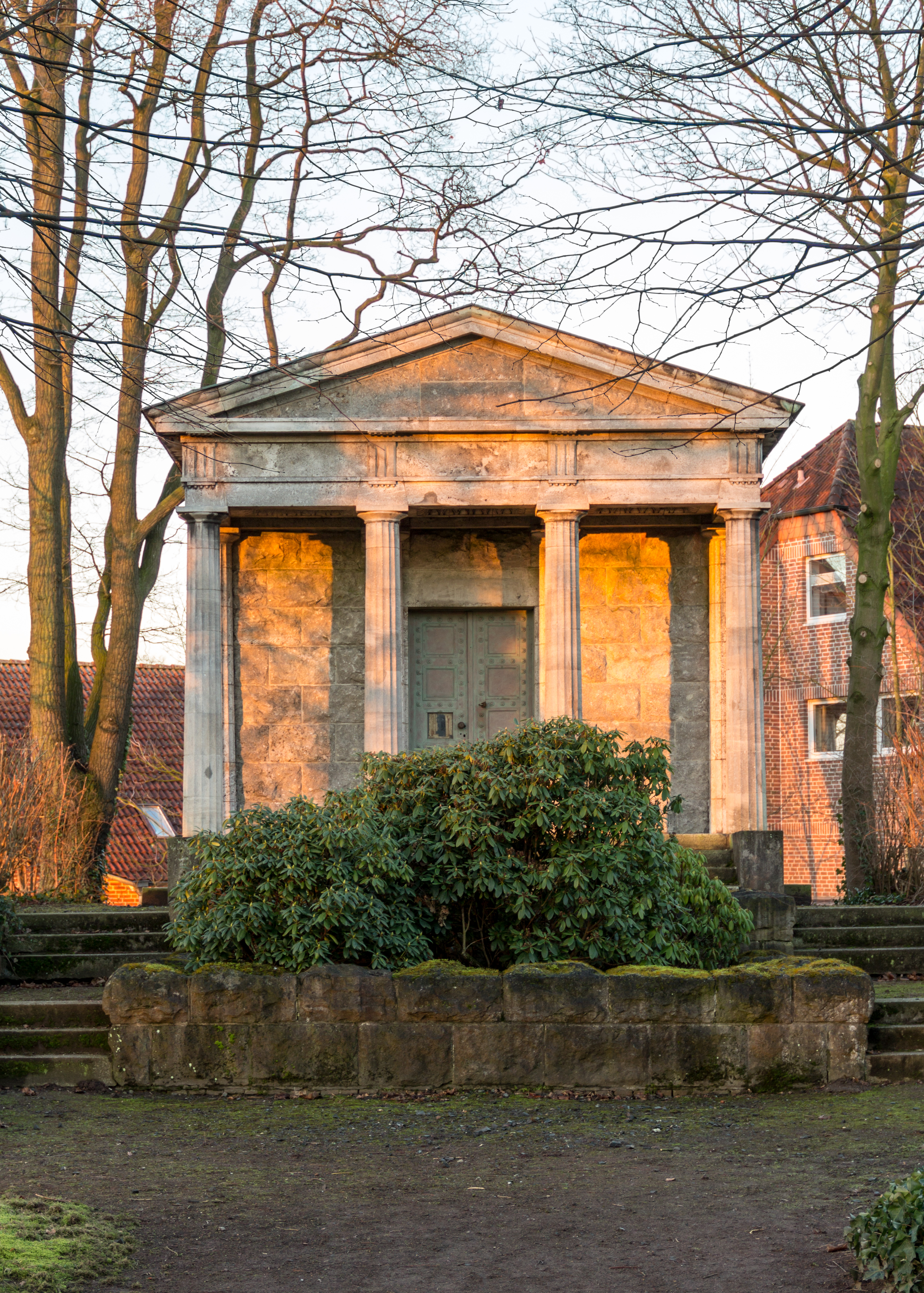
Mausoleum der Familie Bendix erbaut 1905

Sara und Moses Bendix hatten neun Kinder. Herz Bendix verstarb mit einem Jahr. Die fünf Töchter heirateten und wurden abgefunden und die Söhne machten jeder eine Ausbildung zum Kaufmann. Sara Bendix übertrug am 4. April 1867 alle zum Geschäft gehörigen Mobilien und Immobilien auf Pins, Leeser und Meyer Bendix und schied aus dem Unternehmen aus. Dem ältesten Sohn Pins oblag es dabei, sich gegen Sonderleistung um ihre Altersversorgung zu kümmern.
Das Unternehmen firmierte weiterhin als Handlungsgesellschaft Witwe M. Bendix. Mit der Entwicklung der industriellen Textilfabrikation wandelte es sich unter Leitung der drei Brüder aber von einem Handelshaus mit Verlagssystem zu einem Industriebetrieb. Größere Aufträge über Bettwäsche für Lazarette im Deutsch-Französischen Krieg 1870/71 schafften hierzu den wirtschaftlichen Rahmen. Die Familie Bendix investierte daraufhin ihr Vermögen aus dem langjährigen Leinenhandel sowie den Kreditgeschäften in den Aufbau einer Fabrikproduktion. Neben dem sich schon seit 1745 in Familienbesitz befindlichem Flurstück 441 an der Friedrichstraße (heute: Friedrich-Ruin-Straße) wurden für den Bau einer Textilfabrik Auf dem Leetberge vor dem Lüdinghauser Tor weitere Flächen zwischen Friedrichstraße und Lüdinghauser Chaussee (Lüdinghauser Straße) bis zum Reitacker (An der Wette) aufgekauft. Dazu gehörte ein Gelände am Wewerink-Esch (Kapellenweg) sowie die von der Friedrichstraße bis zur Lüdinghauser Chaussee reichende Flur Nr. 13, Flurstück 437, das 1872 von der katholischen Pfarrkirche für ca. 3.540 Talern gekauft wurde, sowie neun Flurstücke zwischen Nr. 420 und 444 von anderen Vorbesitzern wie dem Vicar der Kreuz-Kapelle oder dem Franz-Hospital. Auf diesem Gelände wurde ab 1873 eine große Weberei mit Kesselhaus und Lagergebäude sowie eine Fabrikantenvilla errichtet.
Sara Bendix starb 1873. Im selben Jahr heiratete Meyer Bendix Sara Spanjaard, die Tochter des als S.J. Spanjaard europaweit bekannten Textilfabrikanten aus dem niederländischen Borne. Neben einer beträchtlichen Aussteuer verfügte Meyer Bendix durch seine Frau nun auch über zusätzliches Know-how und europaweite geschäftliche Kontakte, die er zur Beschaffung von hochmodernen englischen Webstühlen sowie einer 250-PS-Horizontal-Dampfmaschine nutzte. Zusätzlich engagierte er den holländischen Webmeister Egbert Knoef als Betriebsleiter. 1876 nahmen die englische Maschine genannte Dampfmaschine und die neuen Webstühle von Robert Hall & Sons in der neuen Weberei ihren Betrieb auf. Etwa zeitgleich wurde bei Bendix eine Betriebskrankenkasse gegründet.
Mit dem Anschluss Dülmens an die Bahnstrecken Wanne-Eickel–Hamburg zum 1. Januar 1870 und Dortmund–Gronau 1875, die sich unweit des Firmengeländes kreuzten und deren beide Bahnhöfe kaum 500 m entfernt lagen, war Bendix gut an das Schienennetz angeschlossen. Ein eigener Gleisanschluss wurde aber aus Kostengründen nie realisiert. Im Zuge der Eröffnung des neuen Hauptbahnhofes plante der Stadtrat die zum Bahnhof führende Lüdinghauser Chaussee umzugestalten. In einer Vereinbarung mit der Stadt vom 11. April 1876 verpflichtete sich Meyer Bendix, bis 1877 die Lüdinghauser Chaussee mit Bäumen zu bepflanzen und das angrenzende Firmengelände mit einer aufwendig gestalteten Mauer zu versehen. Am 28. März 1878 starb Pins Bendix. Im selben Jahr wurde von Bendix mit der Bleiche am Butterkamp noch ein weiteres Grundstück erworben. Verkäufer war hier die Heilig-Geist-Armen-Stiftung.
Ab 1882 errichtete Bendix angrenzend an das Werksgelände eine Vielzahl von Werkwohnungen für die Belegschaft. Im April 1882 starb auch Leeser Bendix. In einer Vereinbarung vom 23. März 1883 übernahm Meyer Bendix die Versorgung seiner Witwe.
Von da an war Meyer Bendix alleiniger Eigentümer und führte das Unternehmen zusammen mit seiner Frau. Am 12. Oktober 1883 ließ er ein rotes Blatt als geschütztes Markenzeichen für Webwaren der Firma Wittwe M. Bendix beim Kaiserlichen Patent- und Markenamt eintragen. Das Unternehmen erweiterte seine Produktpalette auf Leinen, Halbleinen und Damast und baute in den Folgejahren die Produktion aufgrund guter Nachfrage kontinuierlich aus. Waren es 1881 noch 135 Beschäftigte an 130 Webstühlen, so meldete Bendix 1888 der Stadt Dülmen schon 212 Arbeiter und Arbeiterinnen an 274 Webstühlen. Ab dieser Zeit firmierte das Unternehmen als Wwe. M. Bendix Mechanische Weberei für Leinen, Halbleinen, Gebild, Damast etc. Neben Flachs wurde jetzt auch Baumwolle verarbeitet. Von 1892 bis 1893 wurde der Betrieb um ein Lagerhaus und einen Schornstein erweitert.

### Dritte Generation (1905–1932)
- Charlotte Bendix (1874–1941)[6]
- Paul Bendix (1878–1932)[7]

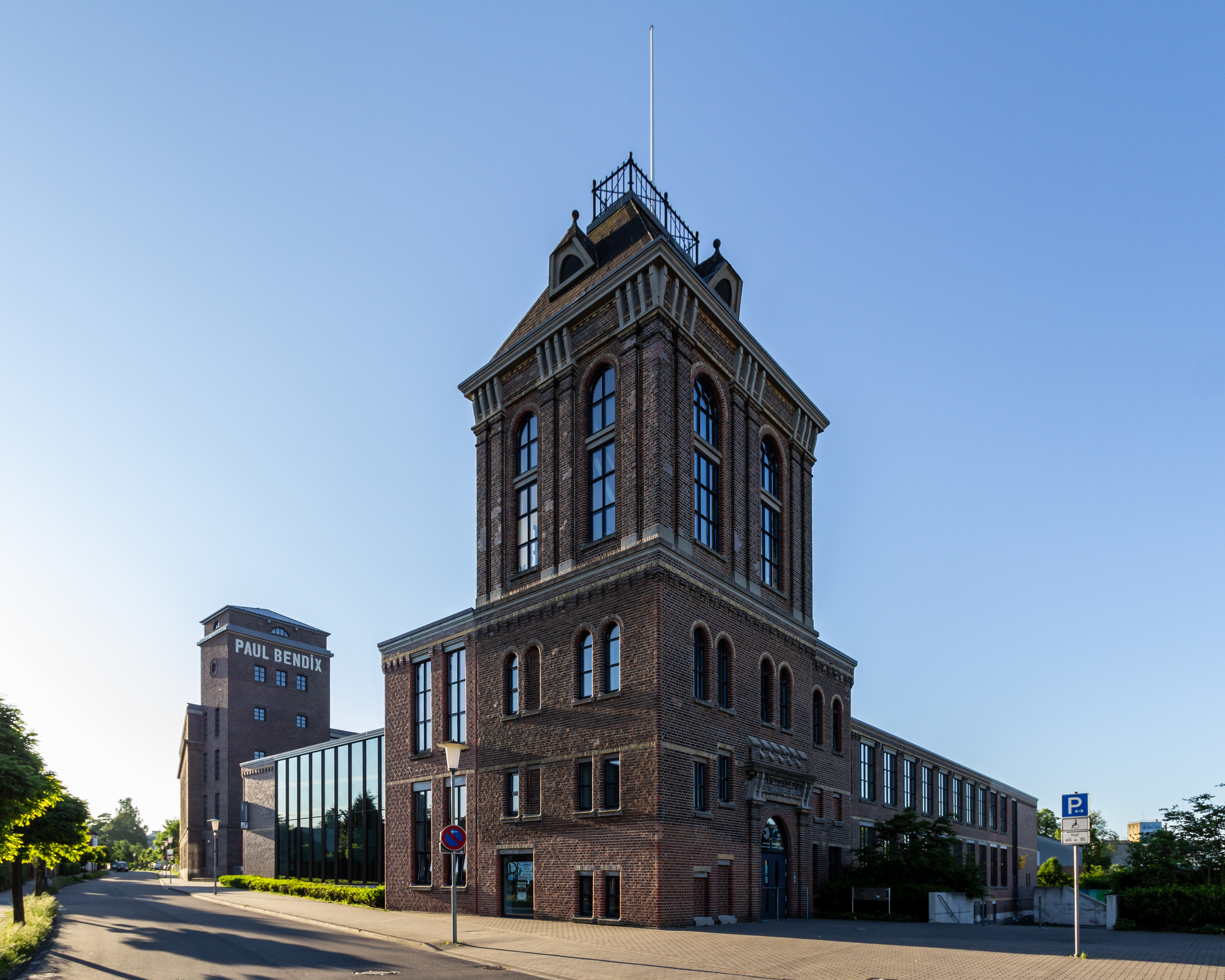
Bendix alte Spinnerei erbaut 1907/8

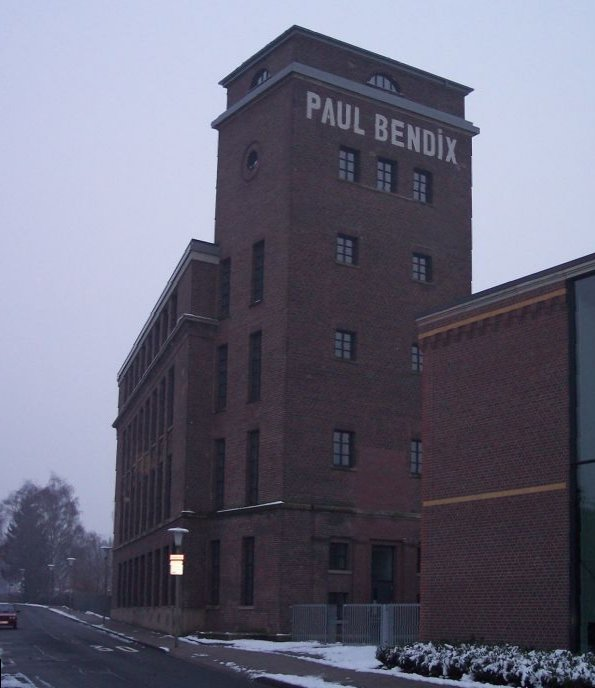
Paul Bendix Streichgarnspinnerei erbaut 1924

Nach seinem Abitur begann Paul Bendix, der Sohn von Sara und Meyer Bendix, eine Ausbildung beim Bankhaus Mayerfeld & Cie. in Frankfurt am Main. Es folgten Lehrjahre bei Robert Hall & Sons und einer Webfachschule in Bury/Lancashire sowie in einem Bankhaus in Paris. 1898 folgte ein kurzes Jurastudium in München, wo er aber ab Oktober eine Militärlaufbahn bei der Bayerischen Armee begann, die er 1902 mit dem Offizierspatent als Leutnant der Reserve abschloss. Im selben Jahr wurde bei Bendix an der Lüdinghauser Straße ein weiteres großes Lagerhaus erbaut. Im Jahr 1904 trat Paul Bendix in den elterlichen Betrieb ein. Am 3. Januar 1905 starb Meyer Bendix. Aus Mitteln einer Stiftung der Familie Bendix wurde daraufhin ein neuer jüdischen Friedhof auf dem Wewerink-Esch errichtet und er dort in einem Mausoleum beigesetzt. Paul Bendix übernahm die Geschäftsführung zusammen mit seiner Mutter, die alleinige Inhaberin der Gesellschaft und Eigentümerin aller Immobilien blieb.
Die Mechanisierung und die durch die zunehmende Verwendung von Baumwolle entstandene Produktvielfalt hatte in den zurückliegenden Jahren zu einer Verschärfung im Wettbewerb geführt. Paul Bendix stellte den Betrieb darauf ein, indem er die Nutzung neuer Fasern und Fabrikationstechniken einführte, das Angebot erweiterte und die Wertschöpfungskette mit Spinnerei und Näherei ausbaute. Zu diesem Zweck ließ er ab 1907 auf dem Betriebsgelände ein neues Gebäude für eine Dreizylinder-Kammgarnspinnerei mit mehrstufiger Baumwollverarbeitung sowie für eine Zweizylinder-Streichgarnspinnerei errichten. Gleichzeitig wurden neue Dampfkessel mit modernen Feuerungsanlagen installiert und die Weberei erweitert. Nach Inbetriebnahme 1909 wurde Bendix Vollmitglied der Bremer Baumwollbörse. Im selben Jahr hatte sich Paul Bendix in Kassel taufen lassen und vor dem Amtsgericht Dülmen am 4. Dezember 1909 amtlich seinen Austritt aus der jüdischen Synagogengemeinschaft erklärt.
Am 29. März 1912 übertrug Sara Bendix alle Geschäfte der Firma Wwe. M. Bendix auf ihren Sohn Paul Bendix. Sie starb ein halbes Jahr später und wurde ebenfalls im Mausoleum der Familie beigesetzt. 1913 waren bei Bendix 400 Mitarbeiter beschäftigt und auf 600 Webstühlen wurden etwa die Hälfte der in den beiden Spinnereien gefertigten Garne verwebten. Bendix verkaufte Garne an Webereien im Münsterland und seine Bett-, Tisch-, Hand- und Betriebswäschen waren weltweit gefragt. Mit Beginn des Ersten Weltkriegs meldete sich Paul Bendix ab 1914 als Reserveoffizier in den Kriegseinsatz und ließ sich im Unternehmen von seinem Schwager, dem Juristen Martin Rosenbacher aus Hamburg, vertreten. Kriegsbedingt fehlten in den folgenden Jahren Rohstoffe und die Nachfrage vor allem aus dem Ausland brach ein. Die Anzahl der Mitarbeiter reduzierte sich, auch durch Einberufungen, bis 1918 auf 150.
Nach Kriegsende schied Martin Rosenbacher wohl im Streit wieder aus dem Unternehmen aus. Paul Bendix reaktivierte den Betrieb trotz Inflation durch Auslandsaufträge und Verwendung von eigenem Notgeld. Man erreichte schnell wieder Vollauslastung, so dass ab 1922 der Betrieb weiter ausgebaut und modernisiert werden konnte. Hierzu wurde der zentrale Transmissionsantrieb auf elektrischen Einzelantrieb umgestellt und ein 3.000 m² großer Neubau errichtet, in den bis 1924 die Streichgarnspinnerei ausgelagert wurde. Das Unternehmen firmierte ab 1923 unter Spinnerei & Weberei Paul Bendix Dülmen und war mit 1100 Mitarbeitern der größte Arbeitgeber der Stadt. Am 18. Januar 1924 heiratete Paul Bendix die 22 Jahre jüngere Else Denicke, die Tochter des Hamburg-Harburger Oberbürgermeisters Heinrich Denicke. Ab 1928 führte die beginnende Weltwirtschaftskrise bei Bendix zu einem merklichen Umsatzrückgang und in der Folge zu Entlassungen. Zu dem Zeitpunkt war Bendix noch immer der größte Arbeitgeber in Dülmen und verfügte über 1.000 mechanische Webstühle, 30.000 Dreizylinder-Spindeln und 11.000 Zweizylinder-Spindeln. Das Unternehmen exportierte weltweit bis in die USA, Südafrika und Australien. Paul Bendix starb am 30. April 1932 an den Spätfolgen einer Kriegsverletzung und das Unternehmen ging auf seine Frau Else und die vier Söhne über.

### Vierte Generation (1933–1982)
- Else Bendix geb. Denicke (1900–1982)[7]
- Hans-Jürgen Bendix (1930–1941)[7]
- Paul-Heinz Bendix (1925–2009 )[7]
- Wolfgang Bendix (1926–2000 )[7]
- Klaus-Otto Bendix (1928– )[7]

Else Bendix bestellte im Januar 1933 mit Zustimmung des Vormundschaftsgerichts den Kaufmann Hans Joachim Herbst als Vertreter für die minderjährigen Kinder neben den Prokuristen Knoef, Töns und Kutscher zum Geschäftsführer. In den folgenden Jahren wurde die wirtschaftliche Situation für das Unternehmen zunehmend schwieriger. Neben den Auswirkungen der Weltwirtschaftskrise kamen Devisenprobleme hinzu, welche die Einfuhr von Baumwolle behinderten. Gleichzeitig führte mit der Machtergreifung der Antisemitismus durch das NS-Regime zum Verlust öffentlicher Aufträge und zunehmend zu Repressalien gegen das Unternehmen und die Familie aufgrund ihrer jüdischen Wurzeln. Mit Beginn des Zweiten Weltkriegs konnten die Vorgaben der NS-Kriegswirtschaft von Bendix zunehmend schwerer erfüllt werden.

#### NS-Verfolgung
Im Jahr 1941 verunglückte Hans-Jürgen Bendix im Alter von elf Jahren bei einem Unfall auf dem Betriebsgelände tödlich. Auf öffentliche Anordnung hin durften seine Mitschüler an der Beerdigung nicht teilnehmen. 1942 erging der Stilllegungsbescheid für den Betrieb. Nach schwierigen Verhandlungen durfte die Zweizylinder-Streichgarnspinnerei unter der Bedingung weiter betrieben werden, dass der Name Paul Bendix, der ein Schandfleck von Dülmen sei, aus der Firma entfernt wurde. Innerhalb der Familie wurde das Unternehmen daraufhin intern arisiert. Die Geschäftsanteile der Kinder, die nach damaliger Diktion Halbjuden waren, wurden auf Else Bendix übertragen und das Unternehmen im Januar 1943 umfirmiert in Spinnweberei Dülmen Denicke & Co KG mit Else Bendix, zwei ihrer Geschwister und einem Bremer Kaufmann als Gesellschafter. Die übrigen Betriebsteile blieben stillgelegt und die Gebäude wurden anderweitig genutzt; das große Lagerhaus beispielsweise von der Wehrmacht als Bekleidungslager.
1942 meldeten sich Paul-Heinz und Wolfgang Bendix vergeblich, sie galten als Wehrunwürdig, zum Einsatz in der Wehrmacht und Else Bendix stellte Anträge zur Einstufung der Kinder als Mischlinge zweiten Grades nach den Nürnberger Rassengesetzen, was im Herbst 1943 zu einer amtsärztlichen Untersuchung auf ihren arischen Einschlag führte. Nach dem Gesetz gegen die Überfüllung deutscher Schulen und Hochschulen von 1933 war den Kindern von Paul Bendix eine höhere Schulbildung verwehrt. Wolfgang Bendix wurde am 15. Oktober 1942 von der Schule verwiesen. Nach Interventionen seiner Mutter wurde ihm in einer externer Prüfung von einem besonderen Prüfungsausschuss beim Provinzialschulkollegium in Münster wenigstens das Zeugnis der Reife einer Deutschen Oberschule zuerkannt. Er machte danach eine Lehre bei der Eisenhütte Prinz Rudolph in Dülmen. Im selben Jahr verließ auch Otto Bendix das Gymnasium und erhielt eine kaufmännische Ausbildung im elterlichen Betrieb. Paul-Heinz Bendix bestand 1943 sein Abitur und begann eine kaufmännische Lehre bei dem Bauunternehmen Büscher in Münster. 1944 meldete ein Mitarbeiter Else Bendix wegen eines Bildes ihres verstorbenen Mannes in ihrem Büro bei der Sondergerichtsbarkeit in Bielefeld und der Gestapo. Die Verfahren wurden Anfang 1945 eingestellt. Daraufhin ging eine weitere Anzeige an den Volksgerichtshof, die bis Kriegsende nicht mehr verfolgt wurde. Im September 1944 wurden die Brüder Bendix verhaftet und zur Zwangsarbeit in einen Steinbruch bei Kassel verbracht. Von dort gelang ihnen im März 1945 die Flucht vor der Deportation in ein Konzentrationslager.
Durch den alliierten Bombenangriff auf Dülmen am 21. März 1945 entstanden bei Bendix nur leichte Schäden an Magazin und Verwaltungsgebäude. Kurz vor der Besetzung durch alliierte Truppen Ostern 1945 sprengte der Leiter des Bekleidungslagers, Hitlers Nerobefehl folgend, das große Lagerhaus. Dies führte zu erheblichen Zerstörungen auch an benachbarten Gebäuden und technischen Einrichtungen.

#### Wiederaufbau
Nach Ende des Zweiten Weltkriegs war die Bendix Villa von amerikanischen und anschließend britischen Besatzungstruppen beschlagnahmt. Trotz Rohstoffmangel gelang es Bendix bis Herbst 1945 die Produktion mit 100 Mitarbeitern wieder aufzunehmen. Die alten Gesellschaftsverhältnisse der Firma Paul Bendix wurden 1946 wieder hergestellt. Else Bendix war mit ihren drei Söhnen Inhaberin und führte die Geschäfte mit Wolfgang Bendix als Geschäftsführer fort. Klaus-Otto Bendix holte sein Abitur nach und begann ein Studium. Nach der Währungsreform im Mai 1948 verbesserte sich die Rohstoffversorgung und die Nachfrage aus dem In- und Ausland nahm wieder zu. 1949 waren bereits wieder 950 Personen bei Bendix beschäftigt. Paul-Heinz Bendix schied 1950 als Teilhaber aus. Nach seinem Ingenieurstudium und einem einjährigen Aufenthalt in den USA trat Klaus-Otto Bendix 1954 in die Geschäftsführung mit ein. Else Bendix zog sich ab 1957 nach und nach aus der Geschäftsleitung zurück. Zu diesem Zeitpunkt war das Unternehmen mit 1.200 Beschäftigten der größte Arbeitgeber im Kreis Coesfeld.
Die Liberalisierung des Weltmarktes mit Billigangeboten aus Asien und das Aufkommen neuer Synthetik-Fasern führten zu Beginn der 1960er Jahre zu Anpassungen bei Bendix. Lag der Schwerpunkt bisher bei Meterware aus Leinen, so bot man jetzt, Käuferwünschen folgend, vermehrt ansprechend verpackte Endprodukte aus modernen Mischgewebe an. Näherei und Packerei wurden dazu erweitert und umorganisiert. Zusätzlich errichtete man eine Färberei mit Labor und ein neues Kesselhaus. Trotzdem kam es wegen mangelnder Nachfrage ab 1966 zu Kurzarbeit und rund 25 % der Belegschaft musste entlassen werden. Wolfgang Bendix schied 1967 nach Streitigkeiten über die strategische Ausrichtung aus dem Unternehmen aus. Infolge der hohen Verluste stellte Klaus-Otto Bendix 1968 beim Amtsgericht Dülmen den Antrag auf Eröffnung des Vergleichsverfahrens. Mit Hilfe eines Schweizer Partners konnte sich Klaus-Otto Bendix mit den Gläubigern vergleichen und eine Liquidation abwenden. Mit einer reduzierten Belegschaft wurde das Unternehmen fortgeführt. Es wurden Krempelmaschinen angeschafft und Bendix konzentrierte sich in den folgenden Jahren auf die Herstellung von speziellen Industriegarnen, von denen bis zu 70 Prozent in den Export gingen. Unrentable Fabrikationsbereiche wurden stillgelegt; so 1979 die Weberei, die der Ursprung des Unternehmens war.

### Fünfte Generation (1983–1993)
- Hanswerner Bendix (1959– )

Nachdem Klaus-Otto Bendix der einzig im Unternehmen verbliebene der drei Bendix-Brüder war und alle Geschäftsanteile übernommen hatte, stieg 1980 sein zweitältester Sohn Hanswerner als Teilhaber in die Geschäftsleitung mit ein. Zu dieser Zeit wurde umfirmiert in Bendix GmbH & Co. Der Schwerpunkt der Produktion lag bei Streichgarnen für die Teppichboden-Herstellung und die Umsätze nahmen wieder deutlich zu. Else Bendix starb 1982. Im Jahr 1984 wurde zu den fünf vorhandenen noch eine neue Krempelmaschine angeschafft. Nachdem sinkende Nachfrage bei Teppichböden ab 1988 erneut zu Absatzproblemen und finanziellen Engpässen geführt hatte, wurden am 30. Juni 1993 die letzten 75 Mitarbeiter entlassen und der Betrieb endgültig eingestellt. Nachdem das Betriebsgelände an die Stadt Dülmen verkauft worden war, wurde die Bendix GmbH & Co am 17. Februar 1999 liquidiert.

## Bendix-Gelände

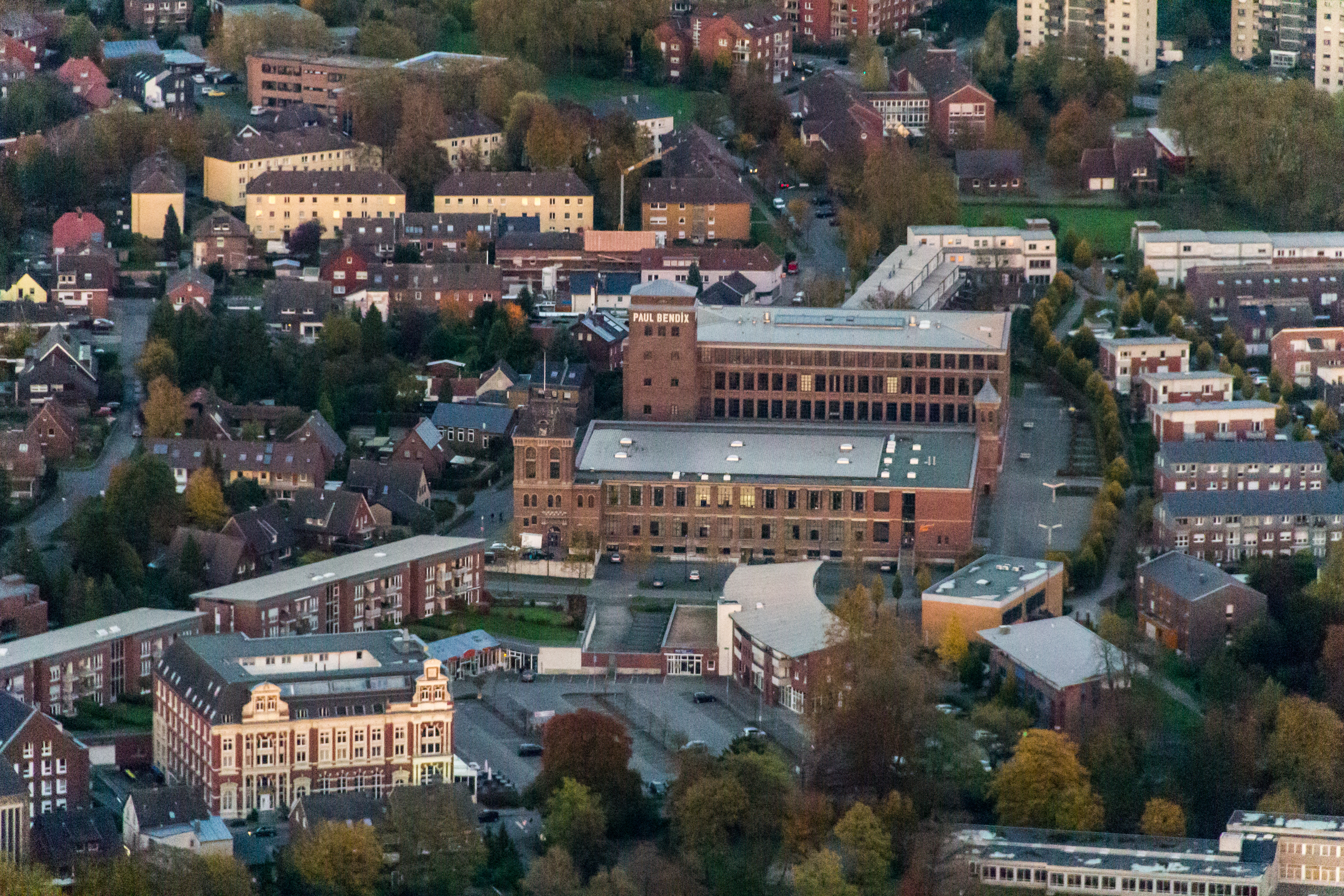
Bendix Gelände 2014

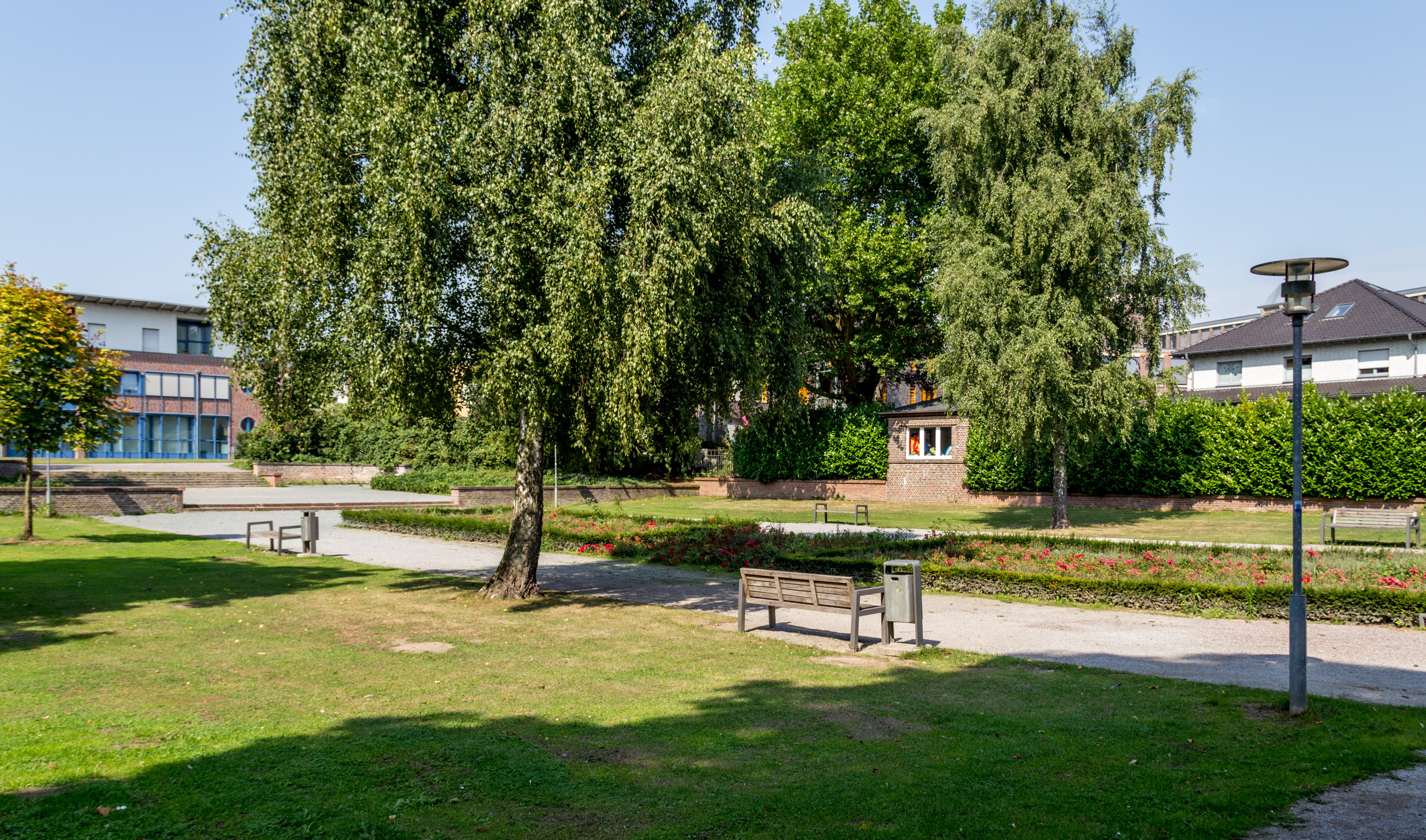
Bendix Park mit Pförtnerhaus von 1954

Nach der Stilllegung des Betriebs beauftragte Klaus-Otto Bendix 1993 den Berliner Architekten Bernhard Binder mit der Planung für eine Umnutzung und Vermarktung des 7,34 Hektar großen Firmengeländes unter der Bezeichnung Wohnen im Park. Ein hierzu aufgestellter Bebauungsplan (93/5) wurde Ende 1994 rechtskräftig. Letztendlich entschied sich die Familie Bendix aber aus wirtschaftlichen Gründen, das gesamte Gelände in einem zu veräußern.
Im Verlauf des Jahres 1996 führte die Debatte um die Gründung eines zweiten Dülmener Gymnasiums zu Interesse der Stadt am Erwerb des Bendix-Geländes und sie gab hierzu zwei Machbarkeitsstudien in Auftrag. Die Studie für ein Gymnasium mit angeschlossener Turnhalle und integriertem Jugendbereich vom Architekturbüro Schmitz in Aachen und der Landesentwicklungsgesellschaft Nordrhein-Westfalen (LEG) wurde am 5. Juni 1997 der Öffentlichkeit vorgestellt und der Stadtrat verabschiedete am 26. Juni 1997 den Projektbeschluss zum Erwerb des Bendix-Geländes. Zur Durchführung wurde die eigenbetriebliche Grundstücksentwicklungsgellschaft der Stadt Dülmen (GED) gegründet, die neben dem Gymnasium mit Sporthalle und Jugendeinrichtung in den zwei denkmalgeschützten Spinnereigebäuden auch die für die Entwicklung des südlichen Stadtgebietes wichtigen restlichen Flächen für eine Wohnbebauung entwickeln sollte.
In Folge wurden verschiedenste Fördermittel beantragt, mit der LEG ein Betreuungsvertrag für das Projekt abgeschlossen und die Änderungen von Flächennutzungsplan und Bebauungsplan erarbeitet. Mit der Umnutzung der alten Spinnereigebäude in eine Schule beauftragt die Stadt Dülmen nach einem Wettbewerb den Architekten Josef Paul Kleihues und die LEG vergab Entwicklungsstudien für das restliche Gelände an sieben Architekturbüros. Nachdem im August 1997 die Genehmigung der Bezirksregierung Münster zur Errichtung eines zweiten Gymnasiums erteilt worden war, kaufte die GED mit Vertrag vom 7. Oktober 1997 das Bendix-Gelände für 8,3 Millionen Mark.
Nachdem die Entwicklungsstudien vorlagen und sich die einberufene Gestaltungskommission auf keinen Siegerentwurf einigen konnte, wurden aus einzelnen Entwürfen die besten Teillösungen ausgesucht und ein Masterplan des Architektenbüros Pfeiffer, Ellermann und Preckel als Grundlage für die Konzeption und den Bebauungsplan verwendet. Bis zum Jahresende 1998 wurden der Stadt Dülmen Schulbaufördermittel des Landes in Höhe von fast 13 Millionen Mark zur Verfügung gestellt und von der Bezirksregierung weitere Mittel der Städtebauförderung zugesagt. Dazu kamen Stadterneuerungsmittel in Höhe von etwa 4 Millionen Mark für die Unterbringung von Einrichtungen der Jugendarbeit.
Am 10. September 1998 waren die Änderungen am Flächennutzungsplan und der Bebauungsplan offengelegt worden und bekamen zum 31. Dezember 1998 Rechtskraft. Die Abrissarbeiten hatten am 11. September 1998 mit einer Halle begonnen. Das Polizeigebäude, die alte Villa Bendix und weitere Gebäude folgten. Der erste Spatenstich erfolgte dann am 23. April 1999 feierlich durch Bürgermeisterin Dorothea Hainke, Ministerin Ilse Brusis und Stadtdirektor Heinrich Schenk.
Der 48 m hohe Bendix-Schornstein wurde nach Diskussionen um seine Denkmalwürdigkeit am 30. Oktober 1999 aus Sicherheitsgründen gesprengt. Auf Vorschlag der Gestaltungskommission erhielt das Coesfelder Generalbauunternehmen Voss + Graue den Zuschlag für das Gelände der ehemaligen Weberei von 1873. Dieses errichtete dort Seniorenwohnungen mit Gewerbeflächen und sanierte das denkmalgeschützte Lagerhaus an der Lüdinghauser Straße. Ab Juli 1999 wurden von der GED Wohnbaugrundstücke auf dem sogenannten GeländeS für rund 230 Wohneinheiten angeboten. Im östlichen Teilbereich des Wohnquartiers entstand eine gegliederte Bebauung aus Reihen- und Doppelhäusern, abgegrenzt durch Geschosswohnungsbau. Ein Teil des Geländes um die abgerissene Villa Bendix wurde als öffentlicher Park behalten. Auf dem Rest der Fläche entstand eine Villenbebauung.
Im Jahr 2000 begannen die Umbauarbeiten für das neue Gymnasium nach den Plänen von Kleihues. Aus der Zweizylinder-Streichgarnspinnerei entstanden Klassenräume und die alte Dreizylinder-Kammgarnspinnerei von 1909 wurde zu einer Turnhalle. Der Raum zwischen den beiden Baukörpern wurde mit einem Glasbau überbaut. Am 29. September 2000 konnte Richtfest gefeiert werden. Zeitgleich einigte man sich im Rat der Stadt, auch auf Wunsche der Familie Bendix, auf den Namen Annette-von-Droste-Hülshoff-Gymnasium, nachdem eine Zeit lang Else Bendix als Namensgeberin favorisiert war. Zu Beginn des Schuljahres 2001/2002 konnte das neue Schulgebäude bezogen werden. Als eine der letzten Baumaßnahmen wurde 2003 das 1963 erbaute Kesselhaus saniert und umgenutzt.
Die Gesamtinvestitionen betrugen ca. 80 Mio. Euro, davon alleine 29 Mio. für das Schulgebäude. Das Projekt war das größte in der Stadt Dülmen seit dem Wiederaufbau der Innenstadt nach 1945.

## Trivia
- Um das 1878 erworbene Grundstück am Butterkamp entbrannte ein 40 Jahre dauernder Rechtsstreit mit einer Prozessgemeinschaft, die forderte, Bendix müsse Nutzungsrechte ablösen. Man einigte sich 1920 auf eine Abfindung von 500 Mark.[4]
- Über viele Jahre wurden Eisenbahnwagons auf Straßenrollern über die Straßen zum Bendix Gelände transportiert.[4]
- Paul Bendix brachte während der Inflation 1921/23 für seine Belegschaft eigene Wertscheine, das so genannte Paul-Bendix-Geld, heraus, wie welches in Dülmen als Zahlungsmittel verwendet werden konnte.[4]
- Der Sohn des ersten Betriebsleiters Egbert Knoef war 1933 Prokurist bei Bendix.[4]
- Für ihre Verdienste um das Unternehmen besonders in der NS-Zeit erhielt Else Bendix als erste Dülmenerin am 23. April 1966 das Bundesverdienstkreuz 1. Klasse.[4]
- Bis heute befindet sich am Turm des Annette-von-Droste-Hülshoff-Gymnasiums der Schriftzug Paul Bendix. Zu einer Entfernung konnte man sich aufgrund der historischen Bedeutung bisher nicht durchringen.
- Im Rahmen einer im Wintersemester 2010/2011 von der Westfälischen Wilhelms-Universität Münster angebotenen Übung Archivpädagogik untersuchten Schüler des Annette-von-Droste-Hülshoff-Gymnasiums die Arbeit von Jugendlichen in der Industrie um 1960 anhand von Bendix-Akten im Stadtarchiv Dülmen.[14]
- Paul-Heinz Bendix wurde nach seinem Ausscheiden aus dem Unternehmen Kunstsammler und erlangte Bekanntheit durch den Rechtsstreit um den Erwerb des Bildes Zwei schwarze Flecke (1926) von Wassily Kandinsky.[15]

## Historische Spuren
- Villa Bendix: Lüdinghauser Straße, erbaut um 1873. Ab 1975 leerstehend und 1999 abgebrochen. Auf dem Gelände befindet sich heute der Bendixpark am Fehrbelliner Platz. Wesentliche Gestaltungsmerkmale wie ein markantes Wasserbassin, Treppenanlagen, Stütz- und Bruchsteinmauern sowie die Einfassung blieben dabei für den Betrachter erkennbar und sollen an die ehemalige Bebauung erinnern.[8]
- Weberei: Friedrich-Ruin-Straße / Lüdinghauser Straße, erbaut 1872 und um 1910 erweitert. Wurde abgebrochen und auf dem Gelände befinden sich heute Altenwohnungen, Gewerbebauten und ein Parkplatz.[8][12]
- Mauer: Lüdinghauser Straße, erbaut um 1877. Der letzte Teil vor dem Lagerhaus verschwand 2002.[12]
- Lagerhaus: Lüdinghauser Straße, erbaut 1902 im Stil der Neorenaissance, später, vermutlich 1960, um die Färberei, erweitert. Steht heute unter Denkmalschutz, der Anbau, der auf Bildern von 2000 noch erkennbar ist, wurde abgerissen.[8][10]
- Mausoleum der Familie Bendix: Auf dem Jüdischen Friedhof Dülmen, erbaut 1905. Steht heute unter Denkmalschutz.[16]
- Spinnerei: Friedrich-Ruin-Straße 35, erbaut 1907/1908 im Stil des Neoklassizismus nach Plänen des renommierten Industriearchitekten Arend Gerrit Beltman als Double-Mill Lancashire Typ (Fireproof-flooring Patent Stott) mit markantem Sprinklerturm. Betonkonstruktion nach Mathias Koenen, einem der Begründer der Eisenbetonbauweise, denkmalgeschützt.[17]
- Streichgarnspinnerei: Friedrich-Ruin-Straße 35, erbaut 1924 im Stil des Neuen Bauens, denkmalgeschützt. Umgebaut zusammen mit der Spinnerei von 1907 nach Plänen von Josef Paul Kleihues. Beherbergt seit 2001 das Annette-von-Droste-Hülshoff-Gymnasium und das Jugendzentrum Neue Spinnerei.[18][9]
- Bendix-Schornstein: Fehrbelliner Platz, erbaut um 1910 und 1922 auf 48 m erhöht, wurde nach Diskussionen um seine Denkmalwürdigkeit und Prüfung der Standsicherheit am 30. Oktober 1999 aus Sicherheitsgründen gesprengt.[8][4]
- Bendix Werkswohnungen: Ab dem Jahre 1882 wurden insgesamt 189 Werkswohnungen an der Hohen Straße, am Windmühlenberg, am Kreuzweg, an der Wette, am Dalweg und am Hange errichtet.[4]
- Pförtnerhaus: Lüdinghauser Straße, erbaut 1954. Bis heute im Bendixpark als Spielhaus erhalten.[12]
- Altes Kesselhaus: Fehrbelliner Platz, erbaut ca. 1960. Nach Umnutzung heute Sitz der Wirtschaftsförderung Kreis Coesfeld sowie der Kindertagesstätte Rasselbande.[19]
- Das Mahnmal vor der Hermann-Leeser-Schule am Nonnenwall in Dülmen, geschaffen vom Bildhauer Joachim Berthold, wurde 1960 von Else Bendix gestiftet.[20]
- Villa Bendix: Kapellenweg, erbaut nach Plänen des Berliner Architekten Bernhard Binder[12]
- Zu den acht Kindern von Pins Bendix finden sich in Dülmen die vier Stolpersteine der Familie von Max Bendix[21] sowie in Köln der von Konsul Albert Bendix, der sich nach der Flucht nach Holland vor der drohenden Deportation selbst tötete.[22] Julius-Max Bendix wurde 1944 im KZ Auschwitz ermordet. Sein Bruder Josef Bendix starb 1904 in Deutsch-Südwestafrika bei dem Gefecht von Owikokorero.[11]
- Zu den Kindern von Meyer Bendix findet sich in Hamburg der Stolperstein für Charlotte Rosenbacher, der Schwester von Paul Bendix, deren Spur sich 1941 nach ihrer Deportation verliert.[6]